# 공매도
공매도(空賣渡, 영어: short, short sale, shorting, going short)는 글자 그대로 ‘없는 것을 판다’는 의미이다. 개인 혹은 단체가 주식, 채권 등을 보유하지 않은 상태에서 매도하는 행위를 말한다. 매도한 주식·채권은 결제일 이전에 구매해서 매입자에게 갚아야 한다. 주가하락이 예상되는 시점에 시세차익을 내기 위한 방법이다.
공매도는 매도 증권의 결제를 위해 대차거래 등을 통해 해당 증권을 사전에 차입하였는지 여부에 따라 무차입공매도(naked short selling)와 차입공매도(covered short selling)로 구분된다.
대한민국 주식시장에서는 원칙적으로 공매도가 허용되지 않는다. 다만, 증권시장의 안정성 및 공정한 가격형성을 위하여 대통령령으로 정하는 방법에 따를 경우 이를 할 수 있다. 여기서 대통령령으로 정하는 방법이란 차입공매도일 것, 거래소 업무규정에 따라 정하는 가격을 적용할 것(업틱룰, up-tick rule), 해당 매도 주문이 일반매도인지 공매도인지 여부를 표시할 것, 투자중개업자는 투자자로부터 해당 주문이 결제 가능한지 여부를 확인할 것, 상장주식을 공매도한 경우 공매도 잔고를 금융위원회와 한국거래소에 보고할 것 등이다. 즉, 차입공매도는 가능하다는 의미이다.
한편 매수계약이 체결된 상장증권을 결제가 이루어지기 전에 매도하는 경우나, 유상증자, 신주인수권부사채의 권리행사 등으로 인해 결제일까지 해당 주식이 상장되어 결제가 가능한 경우에는 공매도로 보지 않는다.

## 예시1 (수익)
갑이라는 사람이 소유한 A라는 주식의 현재가가 10,000원이라고 가정한다. 을은 이 주식을 보유하고 있지 않은 상태에서 A사의 주가가 하락할 것을 예측하고, 갑에게 일정의 수수료(예를 들면 주당 500원)를 약속하고 1개 주식을 차입 (차입공매도) 한다. 을은 차입한 주식의 매도주문을 내고 10,000원에 주식을 판다. 다음날 주가가 9,000원으로 하락하면, 그 가격에 주식을 다시 사들여 1,000원의 시세차익을 얻을 수 있다 (10,000원에 매도후 9,000원에 다시 매입). 을은 차입한 주식을 갑에게 돌려주며 수수료를 지불한다. 결국 을은 500원의 수익을 얻으며, 주식의 소유자인 갑도 주가가 하락하였음에도 500원의 수익을 올리게 된다. 

## 예시2 (손실)
예시1과 같은 상황에서 을은 갑의 주식을 주당 500원의 수수료와 1일후 주식을 돌려줄것을 약속하고 차입하여 10,000에 매도한다. 하지만 주가가 예측과 달리 11,000으로 상승하였다. 을은 차입한 갑의 주식을 수수료와 함께 돌려주어야 하므로 11,000에 주식을 매입하여 갑에게 주식과 500원의 수수료를 지급한다. 결국 을에게 1,500원의 손실 (주식상승분 1,000원 + 수수료 500원)이 발생한다.

## 대차거래와 공매도의 관계
주식 대차거래(株式 貸借去來, SLB ; Stock Lending and Borrowing)란 글자 뜻 그대로, 주식을 대여하고 차입하는 거래를 의미한다. 다양한 수요에 의해 대차거래가 이루어질 수 있으나, 차입공매도 목적인 경우가 많은 부분을 차지하고 있다. 차입공매도 목적 이외에도 담보제공, ETF 설정, 프라임브로커로서 고객 수요에 대응하기 위한 목적, 주주총회시 의결권 행사를 위한 목적 등이 있다. 대차거래를 하는 경우 주식 차입자(borrower)는 주식 대여자(lender)에게 담보와 대차수수료를 제공한다. 일반적으로 담보는 빌린 주식 가치의 100% 이상에 상응하는 현금이나 다른 주식으로 제공하며, 대차수수료는 대차 종목의 안정성, 희소성 등에 따라 천차만별이다.
대차거래와 유사한 개념으로 신용거래대주가 있다. 이는 개인에게만 적용되는 거래로서 증권사가 개인이 공매도한 증권의 결제를 위해 주식을 대여해 주는 신용공여의 한 종류를 의미한다. 따라서 증권의 단순 차입 및 대여를 의미하는 대차거래와 달리 반드시 공매도가 수반된다. 대차거래의 경우 신용도 및 거래 규모상 개인이 참여하기는 한계가 있기 때문에, 개인은 각 증권사에서 제공하는 신용거래대주 서비스를 주로 이용한다.

## 같이 보기
- 2018년 삼성증권 유령주식 사태
  - 유령주식(영어판)
- 게임스탑 쇼트 스퀴즈